# Otto Braasch
Otto Braasch (* 14. November 1936 in Kutenholz; † 5. August 2021 in Lahr/Schwarzwald) war ein deutscher Oberstleutnant der Luftwaffe und Luftbildarchäologe.

## Leben
Bereits 1956 erwarb er den Luftfahrerschein für Segelflugzeugführer und trat 1958 in die noch junge Luftwaffe der Bundeswehr ein. Er schlug die Offizierslaufbahn ein und ließ sich zum Kampfflugzeugführer ausbilden. Im Jahr 1961 qualifizierte er sich auf der US-amerikanischen Perrin Air Force Base in Texas, USA, für diesen Beruf. Zwischen 1961 und 1980 bekleidete er in der Luftwaffe verschiedene Posten wie den eines Flugzeugführers, Geschwaderkommodores oder Luftfahrzeugoperationsoffiziers. Noch während seiner Dienstzeit begann er sich ab 1974 als Fluglehrer an Wochenenden für die am Boden erkennbaren Reste des Limes in Süddeutschland zu interessieren. Er las sich in die Materie ein und wurde insbesondere durch die Korrespondenz mit den Wissenschaftlern Irwin Scollar vom Rheinischen Landesmuseum Bonn und dem Provinzialrömischen Archäologen Dietwulf Baatz, zum damaligen Zeitpunkt Leiter des Saalburgmuseums, gefördert.
Braasch verließ 1980 die Luftwaffe, um neben seiner Leidenschaft als Flieger auch seinem starken Interesse an Archäologie und Geschichte nachzugehen. Als Luftbildarchäologe flog er zunächst ab 1980 im Auftrag des Bayerischen Landesamtes für Denkmalpflege und kurz darauf ab 1982 auch für das Landesamt für Denkmalpflege Baden-Württemberg. Für das Landesamt in Baden-Württemberg baute er eines der größten Luftbildarchive Deutschlands auf. Auch in anderen Bundesländern und weit über die Grenzen Deutschlands hinaus wurde Braasch aktiv. Nach der Wende 1990 arbeitete er auch in Ländern des ehemaligen Ostblocks wie Ungarn, Tschechien und Polen. Seit 1. Juli 1990 entfielen die aus dem Kalten Krieg stammenden, lähmenden Freigabeverfahren für Luftbilder in der Bundesrepublik Deutschland, die bis dahin die Arbeit der Luftbildarchäologie erheblich erschwert hatten. Da die insbesondere bei laufenden Bauarbeiten gemachten Aufnahmen eine besondere Brisanz haben, wurde ein rascher Nachrichten- und Bildversand des auszuwertenden Materials an die zuständigen Stellen innerhalb der Denkmalpflege immer wichtiger. Als ehemaliger Soldat konnte Braasch hier seine Erfahrungen einbringen. So wurde es eine der Aufgaben des archäologischen Luftbildarchivs, den Archäologen einen Zeitvorsprung zu verschaffen, um Zeugnisse der Vergangenheit vor dem Zugriff der Baggerschaufel zu retten. Braasch forderte in diesem Zusammenhang auch, wichtige Flugbeobachtungen unmittelbar nach der Landung an die Außenstellen der Archäologischen Denkmalpflege zu übermitteln.
Die Befliegungen und Aufnahmen des ehemaligen Oberstleutnants lieferten Erkenntnisse über zahlreiche neue archäologische Stätten oder ergänzten deren Erkenntnis. So fand er unter vielem anderen 1985 das Römerlager Marktbreit und entdeckte 1991 die Kreisgrabenanlagen von Goseck und Kyhna. Anfang der 1990er Jahre fotografierte Braasch Reste der Grubenhaussiedlung am Petersteich sowie des Römischen Marschlagers Wilkenburg. Im Jahr 2001 konnte er nach Jahrzehnten der intensiven Befliegung dieses Raumes erstmals den frühkeltischen Großgrabhügel am Ipf aufnehmen.
Braasch hat schon früh den Kontakt zu ausländischen Kollegen gesucht und den Austausch besonders mit französischen und englischen Luftbildarchäologen dauerhaft gepflegt. Zu seinen Tätigkeiten gehörte auch die Ausbildung junger Nachwuchstalente, darunter Klaus Leidorf. Sein Wissen gab er aber auch als Lehrbeauftragter weiter. Seit 1996 war er in dieser Funktion an der Universität München und seit 1999 an der Humboldt-Universität zu Berlin tätig.

## Ehrungen und Auszeichnungen
1986 wurde er mit dem Akademie-Preis der Bayerischen Akademie der Wissenschaften ausgezeichnet. 1993 erhielt er den Württembergischen Archäologiepreis, 1994 den Deutschen Preis für Denkmalschutz. 1996 wurde er honorary fellow der Society of Antiquaries of London. Der Fachbereich Geschichts- und Kulturwissenschaften der Freien Universität Berlin hat ihm am 13. Dezember 1999 die Ehrendoktorwürde verliehen. Am 19. September 2001 erhielt Braasch von der Europäischen Vereinigung der Archäologen den European-Archaeological-Heritage-Preis auf dem Kongress der Vereinigung in Esslingen am Neckar verliehen. 2002 wurde ihm von der Universität Pécs der Grad eines Dr. phil. verliehen.